# Аријанет Мурић
Аријанет Анан Мурић (алб. Arijanet Anan Muriqi; Шлирен, 7. новембар 1998) швајцарски је професионални фудбалер албанског порекла. Игра на позицији голмана, а тренутно наступа за Бернли и репрезентацију Републике Косово.

## Биографија
Рођен је у Шлирену. Родитељи су му Албанци из Рожаја. Има косовски, црногорски и швајцарски пасош.